# Liga Checa de Fútbol 2017-18
La Liga Checa de Fútbol 2017-18 por razones de patrocinio HET liga, fue la vigésimo quinta temporada de la Liga de Fútbol de la República Checa, la máxima categoría del fútbol profesional de la República Checa. El torneo se comenzó a disputar el día 28 de julio de 2017 y finalizó el 26 de mayo de 2018, se tiene considerado un receso invernal entre los meses de noviembre y febrero.

## Ascensos y descensos
Los clubes Hradec Králové y 1. FK Příbram, descendidos la temporada anterior, son reemplazados para este torneo por el campeón y subcampeón de la Liga Nacional de Fútbol, el SK Sigma Olomouc y el FC Baník Ostrava.
| Pos. | Descendidos de la Liga Checa de Fútbol 2016-17 |
| ---- | ---------------------------------------------- |
| 15.º | FC Hradec Králové                              |
| 16.º | 1. FK Příbram                                  |

| Pos. | Ascendidos de la Liga Nacional de Fútbol 2016-17 |
| ---- | ------------------------------------------------ |
| 1.º  | SK Sigma Olomouc                                 |
| 2.º  | FC Baník Ostrava                                 |

## Información de los equipos
| Club                 | Ciudad             | Estadio                   | Capacidad |
| -------------------- | ------------------ | ------------------------- | --------- |
| AC Sparta Praga      | Praga              | Generali Arena            | 19.416    |
| Bohemians Praga 1905 | Praga              | Ďolíček                   | 5.000     |
| FC Baník Ostrava     | Ostrava            | Městský stadion (Ostrava) | 15.123    |
| FC Fastav Zlín       | Zlín               | Letná Stadion             | 6.300     |
| FC Slovácko          | Uherské Hradiště   | Městský fotbalový stadion | 8.121     |
| FC Slovan Liberec    | Liberec            | Stadion u Nisy            | 9.900     |
| FC Viktoria Plzeň    | Pilsen             | Doosan Arena              | 11.722    |
| FC Vysočina Jihlava  | Jihlava            | Stadion v Jiráskove ulici | 4.075     |
| FC Zbrojovka Brno    | Brno               | Městský stadion (Brno)    | 12.550    |
| FK Dukla Praga       | Praga              | Stadion Juliska           | 8.150     |
| FK Jablonec          | Jablonec nad Nisou | Stadion Střelnice         | 6.280     |
| FK Teplice           | Teplice            | Na Stínadlech             | 18.221    |
| MFK Karviná          | Karviná            | Městský stadion (Karviná) | 12.500    |
| MFK Mladá Boleslav   | Mladá Boleslav     | Městský stadion (MB)      | 5.000     |
| SK Sigma Olomouc     | Olomouc            | Andrův stadion            | 12.483    |
| SK Slavia Praga      | Praga              | Eden Arena                | 20.800    |

## Tabla de posiciones
- Actualizado el 26 de mayo de 2018.[1]

| Pos. | Equipo               | Pts. | PJ | G  | E  | P  | GF | GC | Dif. | Clasificación o descenso                                                  |
| ---- | -------------------- | ---- | -- | -- | -- | -- | -- | -- | ---- | ------------------------------------------------------------------------- |
| 1    | Viktoria Plzeň (C)   | 66   | 30 | 20 | 6  | 4  | 55 | 23 | +32  | Clasifica a Liga de Campeones de la UEFA 2018-19                          |
| 2    | Slavia Praga         | 59   | 30 | 17 | 8  | 5  | 50 | 19 | +31  | Clasifica a Liga de Campeones de la UEFA 2018-19                          |
| 3    | FK Jablonec          | 56   | 30 | 16 | 8  | 6  | 49 | 27 | +22  | Clasifica a fase de grupos de Liga Europa de la UEFA 2018-19              |
| 4    | Sigma Olomouc        | 55   | 30 | 15 | 10 | 5  | 41 | 22 | +19  | Clasifica a tercera fase clasificatoria de Liga Europa de la UEFA 2018-19 |
| 5    | Sparta Praga         | 53   | 30 | 14 | 11 | 5  | 43 | 25 | +18  | Clasifica a segunda fase clasificatoria de Liga Europa de la UEFA 2018-19 |
| 6    | Slovan Liberec       | 46   | 30 | 13 | 7  | 10 | 37 | 35 | +2   |                                                                           |
| 7    | Bohemians 1905 Praga | 38   | 30 | 9  | 11 | 10 | 30 | 29 | +1   |                                                                           |
| 8    | FK Teplice           | 34   | 30 | 8  | 10 | 12 | 32 | 40 | −8   |                                                                           |
| 9    | Mladá Boleslav       | 34   | 30 | 9  | 7  | 14 | 31 | 43 | −12  |                                                                           |
| 10   | Fastav Zlín          | 33   | 30 | 8  | 9  | 13 | 31 | 48 | −17  |                                                                           |
| 11   | Dukla Praga          | 32   | 30 | 9  | 5  | 16 | 32 | 55 | −23  |                                                                           |
| 12   | Baník Ostrava        | 31   | 30 | 7  | 10 | 13 | 36 | 43 | −7   |                                                                           |
| 13   | FC Slovácko          | 31   | 30 | 6  | 13 | 11 | 23 | 32 | −9   |                                                                           |
| 14   | MFK Karviná          | 30   | 30 | 7  | 9  | 14 | 32 | 40 | −8   |                                                                           |
| 15   | Vysočina Jihlava     | 30   | 30 | 8  | 6  | 16 | 30 | 48 | −18  | Descenso a la Liga Nacional de fútbol                                     |
| 16   | Zbrojovka Brno       | 24   | 30 | 6  | 6  | 18 | 20 | 43 | −23  | Descenso a la Liga Nacional de fútbol                                     |

 Fuente: HET liga (en checo), Soccerway
Criterios de clasificación: 1) Puntos; 2) puntos entre sí; 3) diferencia de goles; 4) Goles marcados.

## Máximos goleadores
Actualizado al 26 de mayo de 2018
| Pos. | Jugador         | Club             | Goles |
| ---- | --------------- | ---------------- | ----- |
| 1.   | Michal Krmenčík | Viktoria Plzeň   | 16    |
| 2.   | Milan Škoda     | Slavia Praga     | 12    |
| 3.   | Stanislav Tecl  | FK Jablonec      | 11    |
| 3.   | Jakub Plšek     | Sigma Olomouc    | 11    |
| 5.   | Davis Ikaunieks | Vysočina Jihlava | 10    |
| 5.   | Matěj Pulkrab   | FK Teplice       | 10    |
| 5.   | David Vaněček   | FK Teplice       | 10    |
| 8.   | Tomáš Wágner    | MFK Karviná      | 9     |
| 8.   | Milan Baroš     | Baník Ostrava    | 9     |
| 8.   | Josef Šural     | Sparta Praga     | 9     |